# Abkommen über das internationale Privatrecht vom 19. März 1940
Das Abkommen über das internationale Privatrecht vom 19. März 1940 ist ein in Montevideo, Uruguay abgeschlossenes Abkommen. Neben dem Übereinkommen über das internationale Handelsrecht vom gleichen Tag wurde eine Vereinbarung zum internationalen Privatrecht erzielt. Unterzeichnerstaaten waren Argentinien, Paraguay und Uruguay.
Geregelt wird darin, dass das nationale Recht des Staates Anwendung findet, in welchem die Geschäftstätigkeit ausgeübt wird (Wohnsitzlandprinzip). Bestehen und Geschäftsfähigkeit einer privatrechtlichen Person richten sich maßgebend ebenfalls nach dem Wohnort. Dieses Abkommen ist verzahnt mit der Übereinkunft über das internationale Handelsrecht, welche das Territorialitätsprinzip zum Handelssitz einer Firma regelt.
Der Weg zum Abkommen über das internationale Privatrecht vom 19. März 1940 wurde zwölf Jahre zuvor in Havanna, Kuba geebnet. Mit der Konferenz vom 20. Februar 1928 (Sechste Internationale Amerikanische Konferenz) wurde für juristische Personen bereits das Territorialitätsprinzip verankert. Diese Convention on Private International Law (Bustamante Code/Código Bustamante) fand zwanzig Unterzeichner im süd- und mittelamerikanischen Wirtschaftsraum.
Am 26. Dezember 1933 bereits ging – ebenfalls in Montevideo – die Siebte Internationale Amerikanische Konferenz voraus, die die staatliche Souveränität sowie die Rechte und Pflichten der Staaten auf dem amerikanischen Kontinent festlegte.